# Dealu Morii
Dealu Morii is een Roemeense gemeente in het district Bacău.
Dealu Morii telt 2910 inwoners.